# Ostoja w Dolinie Górnej Narwi
Ostoja w Dolinie Górnej Narwi este o arie protejată (sit de importanță comunitară — SCI) din Polonia întinsă pe o suprafață de 19.090,18 ha, integral pe uscat.

## Localizare
Centrul sitului Ostoja w Dolinie Górnej Narwi este situat la coordonatele 52°54′54″N 23°27′34″E / 52.9151°N 23.4595°E.

## Înființare
Situl Ostoja w Dolinie Górnej Narwi a fost declarat sit de importanță comunitară în aprilie 2004 pentru a proteja 12 specii de animale.

## Biodiversitate
Situată în ecoregiunea continentală, aria protejată conține 13 habitate naturale: Vegetație psamofilă uscată cu pășuni deschise de Corynephorus și Agrostis, Lacuri eutrofice naturale cu vegetație de tip Magnopotamion sau Hydrocharition, Pajiști calcaroase din nisipuri xerice, Pajiști cu Molinia pe soluri calcaroase, turboase sau argilos-nămoloase (Molinion caeruleae), Fânețe de joasă altitudine (Alopecurus pratensis, Sanguisorba officinalis), Mlaștini turboase de tranziție și turbării mișcătoare, Mlaștini alcaline, Păduri de stejar și carpen Galio-Carpinetum, Păduri acidofile de stejar bătrân cu Quercus robur pe câmpii nisipoase, Mlaștini împădurite, Păduri aluvionare cu Alnus glutinosa și Fraxinus excelsior (Alno-Padion, Alnion incanae, Salicion albae), Păduri mixte riverane de Quercus robur, Ulmus laevis și Ulmus minor, Fraxinus excelsior sau Fraxinus angustifolia, de-a lungul marilor râuri (Ulmenion minoris), Păduri central-europene de pin scoțian cu licheni.
La baza desemnării sitului se află mai multe specii protejate:
- amfibieni (2): buhai de baltă cu burta roșie (Bombina bombina), triton cu creastă (Triturus cristatus)
- mamifere (6): liliac cârn (Barbastella barbastellus), lupul (Canis lupus), castor (Castor fiber), vidră de râu (Lutra lutra), liliac de iaz (Myotis dasycneme), liliac comun (Myotis myotis)
- pești (3): Eudontomyzon mariae, țipar (Misgurnus fossilis), boarță (Rhodeus amarus)
- reptile (1): țestoasa de baltă (Emys orbicularis)